# معماق

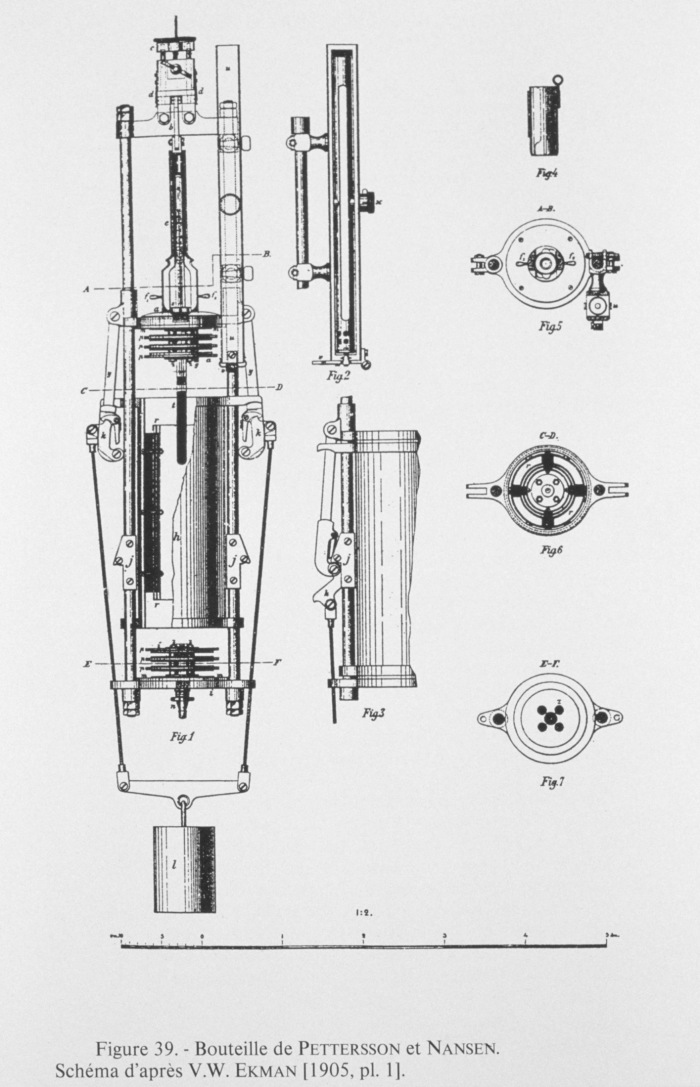

المِعْمَاق أو المِسحاق (بالإنجليزية: Bathometer)‏، هي أداة لقياس عمق المياه. كانت تستخدم في السابق في دراسة علم المحيطات، أما في الوقت الحاضر فنادراً ما تستخدم هذه الأداة.

## الاستخدام
يستخدم المعماق لمعرفة الأعماق المختلفة في البحر، وكذلك معرفة نوع السطح البحر، ومنة نوعان الثابت والمتنقل. فالثابت يكون مثبت على الباخرة والقاطرات وبعض الزوارق، وأما المتنقل (المحمول) يكون غير ثابت الا عند الاستخدام.

## طريقة العمل
معرفة العمق ونوع السطح (القاع) تتم بطريقتين
1. المحبس اليدوي: هو حبل طويل ورصاص، ويكون الحبل محرز لمعرفة العمق.
2. المحبس الصوتي: الذي يعرف باسم جهاز الايكو سندار (ECHO SOUNDER) ويعمل على الذبذبة 50 OR 200 KHZ وقوة الإرسال 100watالمعروف بـ(ultrasonic) وهو ذو فائدة عظيمة للبشرية وخاصة في التقدم العلمي.

### فبواسطة يمكننا القيام بالإعمال التالية
1. تعميق الممرات البحرية داخل الميناء.
2. تحديد معالم سير البواخر في قنواتها.
3. لمعرفة الأعماق المختلفة في الميناء.
4. قياس ورصد التيارات البحرية.
5. تحديد ورسم المسارات (الطرق) البحرية للسفن للدخول والخروج إلى المواني والمراسي المختلفة.
6. تحديد مواقع المساعدات البحرية (الفنارات والطافيات البحرية).

### تكوين جهاز قياس الأعماق:-
- وحدة الاستلام: وهي وحدة تسجيل البيانات عليها وبعض الأجهزة الحديثة تكون فيها شاشة فتظهر البيانات جاهزة.
- وحدة الإرسال: ومنها تجهز الذبذبات وأرسلها.
- هوائي: يرسل ويستلم الذبذبات المرسلة والمنعكسة ويعرف باسم (TRANSDUCER)، بحيث يكون مغمور في البحر ويكون متصلا بالجهاز.
- وحدة التكبير (AMPLIFER).
- وحدة التعدية 24V OR 12V DC حسب نوع الجهاز.
- لكل جهاز من اللاجهزة الأعماق مواصفات مختلفة.